# چشم‌های اقیانوسی
«چشم‌های اقیانوسی» (به انگلیسی: Ocean Eyes) ترانه‌ای از خواننده و ترانه‌نویس آمریکایی بیلی آیلیش است. این ترانه در ۱۸ نوامبر ۲۰۱۶ به‌عنوان یک تک‌آهنگ توسط دارک‌روم و اینترسکوپ رکوردز منتشر شد. برادر بزرگتر آیلیش، فینیاس اوکانل، تهیه‌کننده و نویسنده اشعار این ترانه است؛ او در اصل این ترانه را برای گروه موسیقی خود نوشته بود. ریمیکس این ترانه در بیلبورد اسپاتیفای به رتبه ۲۵ رسید.

## پیش زمینه و انتشار
این ترانه نوشته، میکس و تهیه شده توسط برادر آیلیش فینیس اوکانل است، فینیس قبلاً ترانه «چشم‌های اقیانوسی» را با گروه خود د استایتلیز نوشته بود ولی بعداً متوجه شد این ترانه با صدای آیلیش همخوانی بهتری دارد. وی وقتی ترانه را به آیلیش داد که معلم رقص آیلیش فرد دیاز در مرکز رقص رولوشن (خیابان هونولولو، لس آنجلس) از او یک آهنگ برای رقص درخواست کرد. تمام ترانه با استفاده از لاجیک ساخته شده‌است. آوازهای این ترانه با استفاده از آدیو تکنیکا ای‌تی-۲۰۲۰ ضبط شده‌اند. در مصاحبه‌ای با آیلیش در سال ۲۰۱۷ با تین ووگ گفت: «فینیس با (چشم‌های اقیانوسی) پیش من آمد که قبلاً با گروه خود آن را نوشته بود و به من گفت:بنظرم با صدای تو همخوانی بهتری دارد. او به من یاد داد چگونه ترانه را بخوانم و ما باهم با گیتار آهنگ را خواندیم و من عاشقش بودم و برای هفته‌های زیادی راجع به این ترانه فکر می‌کردم». فینیس بعداً مدیر برنامه آیلیش شد.
آیلیش و برادرش ترانه را در ۱۸ نوامبر ۲۰۱۵ ساوندکلاود آپلود کردند تا دیاز بتواند از آن استفاده کند. ترانه در طول شب انتشار بسیار معروف شد. زمانی که آیلیش دچار آسیب صفحه رشد شد، به حرفه رقص خود پایان داد و تمرکز خود را به سمت حرفه ضبط معطوف کرد. پس از اینکه ایلیش با دارک‌روم و اینترسکوپ رکوردز قرارداد امضا کرد، «چشم‌های اقیانوسی» در ۱۸ نوامبر ۲۰۱۶ برای دانلود دیجیتال و استریم مجدد منتشر شد، به عنوان اولین تک آهنگ اصلی آیلیش، «به من لبخند نزن»، و آلبوم «همه چیز»، همه چیز (نسخه اصلی). مسترینگ توسط پرسنل استودیو جان گرینهام انجام شد.چند ترانه شروع دیگر حاوی ریمیکس‌های «استرونامی»، «خرش مشکی»، «خانه طلایی» و «خاک محتاط» در ۱۴ ژانویه ۲۰۱۷ منتشر شد.

## نماهنگ

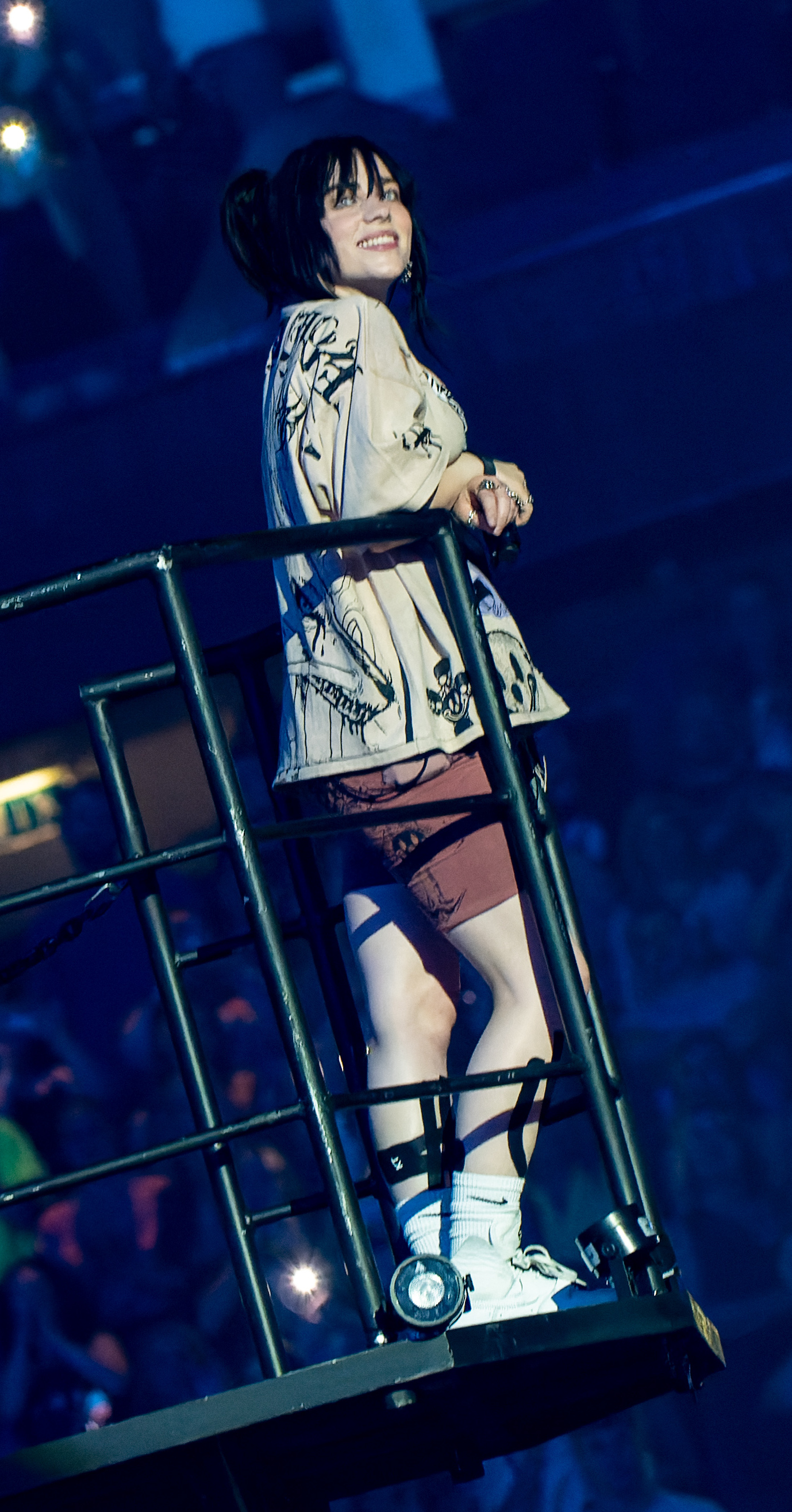
بیلی آیلیش حین‌اجرای «چشم‌های اقیانوسی» در خوشحال‌تر از همیشه، تور جهانی (۲۰۲۲)

نماهنگ آن با کارگردانی مگان تامپسون در ۲۴ مارس ۲۰۱۶ منتشر شد. ویدئوی رقص بیلی آیلیش برای این آهنگ نیز در ۲۲ نوامبر همان سال بیرون آمد.